# Десять великих экономистов
Десять великих экономистов: от Маркса до Кейнса (англ. Ten Great Economists: From Marx to Keynes, 1951) — произведение австрийского экономиста Йозефа Шумпетера.
Книга издана после смерти автора с предисловием его вдовы Элизабет Шумпетер.
Содержание книги составляют 10 глав с изложением биографических сведений и анализом основных трудов крупнейших, по мнению автора, экономистов:
- Карл Маркс;
- Леон Вальрас;
- Карл Менгер;
- Альфред Маршалл;
- Вильфредо Парето;
- Ойген фон Бём-Баверк;
- Фрэнк Тауссиг;
- Ирвинг Фишер;
- Уэсли Клэр Митчелл;
- Джон Мейнард Кейнс.

В качестве дополнения в книге также опубликованы очерки учёного еще о 3 экономистах: Г. Ф. Кнаппе, Ф. фон Визере и Л. фон Борткевиче.

## Издания на русском языке
- Шумпетер Й. Десять великих экономистов. От Маркса до Кейнса. — Издательство Института Гайдара, 2011. — 416 с. — ISBN 978-5-93255-302-2.